# Kippchassis

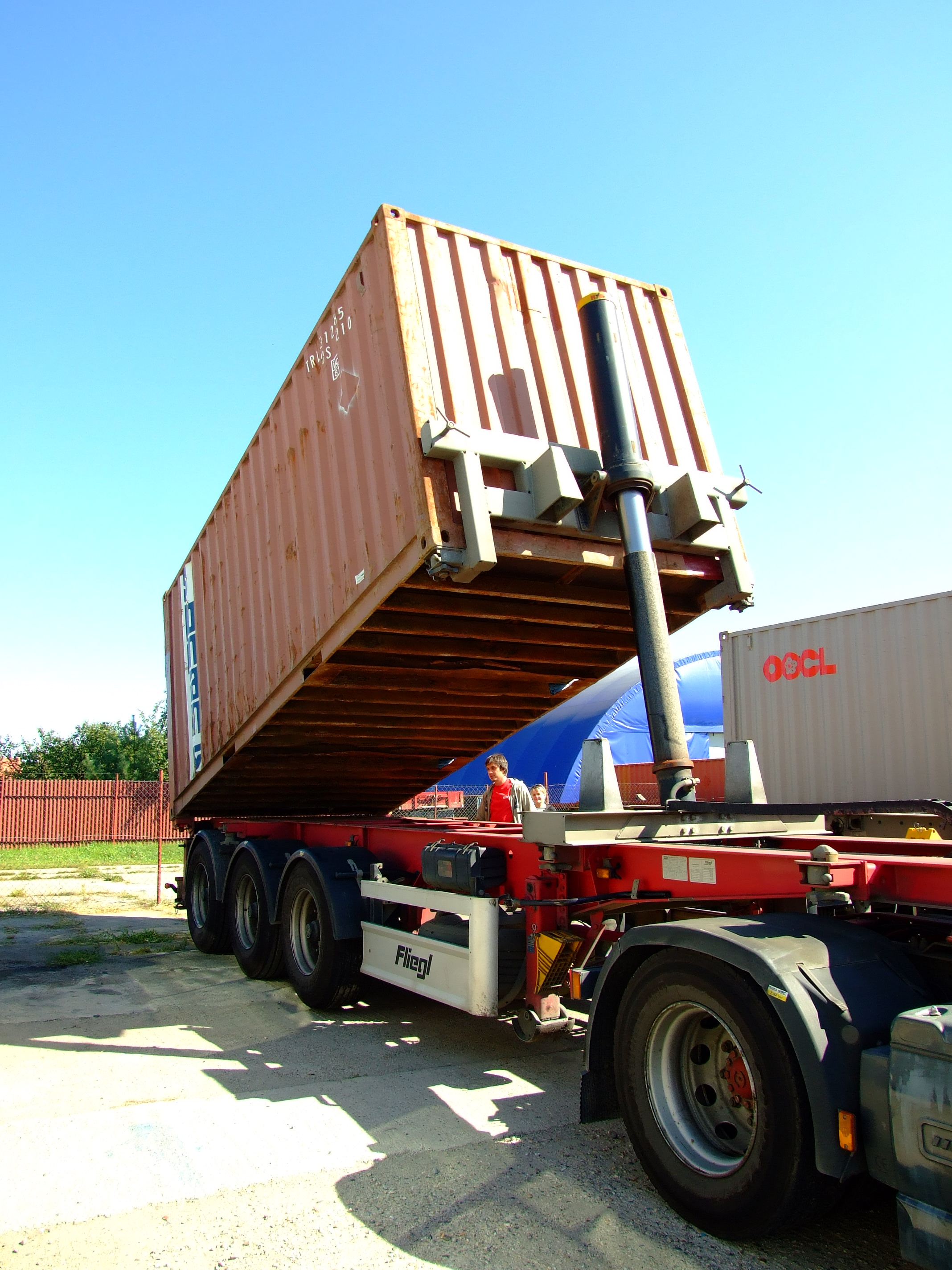
Kippchassis

Ein Kippchassis oder Kippaufstellchassis ist ein Spezialaufbau für Lastkraftwagen, mit dem ein 20- bis 40-Fuß-Container zur Beladung mit Schüttgut, wie geschreddertem Metallschrott, mit Hilfe von Hydraulikzylindern senkrecht nach oben gekippt und auf einer Stirnfläche auf dem Boden abgestellt werden kann. Beim Absenken des Containers verteilt sich die Ladung, so dass der Container gewichts- und volumenmäßig voll ausgelastet werden kann. Eine Ladungssicherung ist nicht notwendig.